# Хогвауд
Хогвауд (нидерл. Hoogwoud) — город в нидерландской провинции Северная Голландия. Город является частью общины Опмер и расположен в 9 км. к северо-востоку от Херхюговарда.

## История
Город упоминается в 1289 году как Hoechhoutswouder и в 1396 году как Hogherswoude. Долгое время считалось, у города должен был быть соседний город, Nederwoude. Но самое старое название на это не указывает. Оно означает, что в те давние времена город находился на слегка возвышенной лесистой местности.
Хогвауд известен тем, что вблизи этого места, вероятно, на озере Беркмер, в 1256 году в сражении против западных фризов был убит граф Голландии Вильгельм II. На гербе муниципалитета Опмер, к которому принадлежит Хогвауд, символически показан этот факт. После того, как Вильгельм II был убит, его тело спрятали за плитой камина в Хогвауде. Его сын Флорис V сделал несколько попыток, чтобы найти тело своего отца и захоронить в своих владениях. В 1282 году он организовал карательную экспедицию, в ходе которой Хогвауд был разграблен, а население в значительной степени уничтожено голландцами. В 1429 году Эдуард Голландский был назначен повелителем Хогвауда и окрестных владений, а город получил обратно городские права после того, как они были сняты в 1429 году.
Хогвауд до 1 января 1979 года являлся самостоятельной общиной, которая включала в себя деревни Артсвауд, Аббекерквере, Де Вере, Гауэ, Лангерейс, Парадейс и Хардервейк. Хогвауд получил городские права в 1414 году, но фактически всегда был деревней.

## Достопримечательности

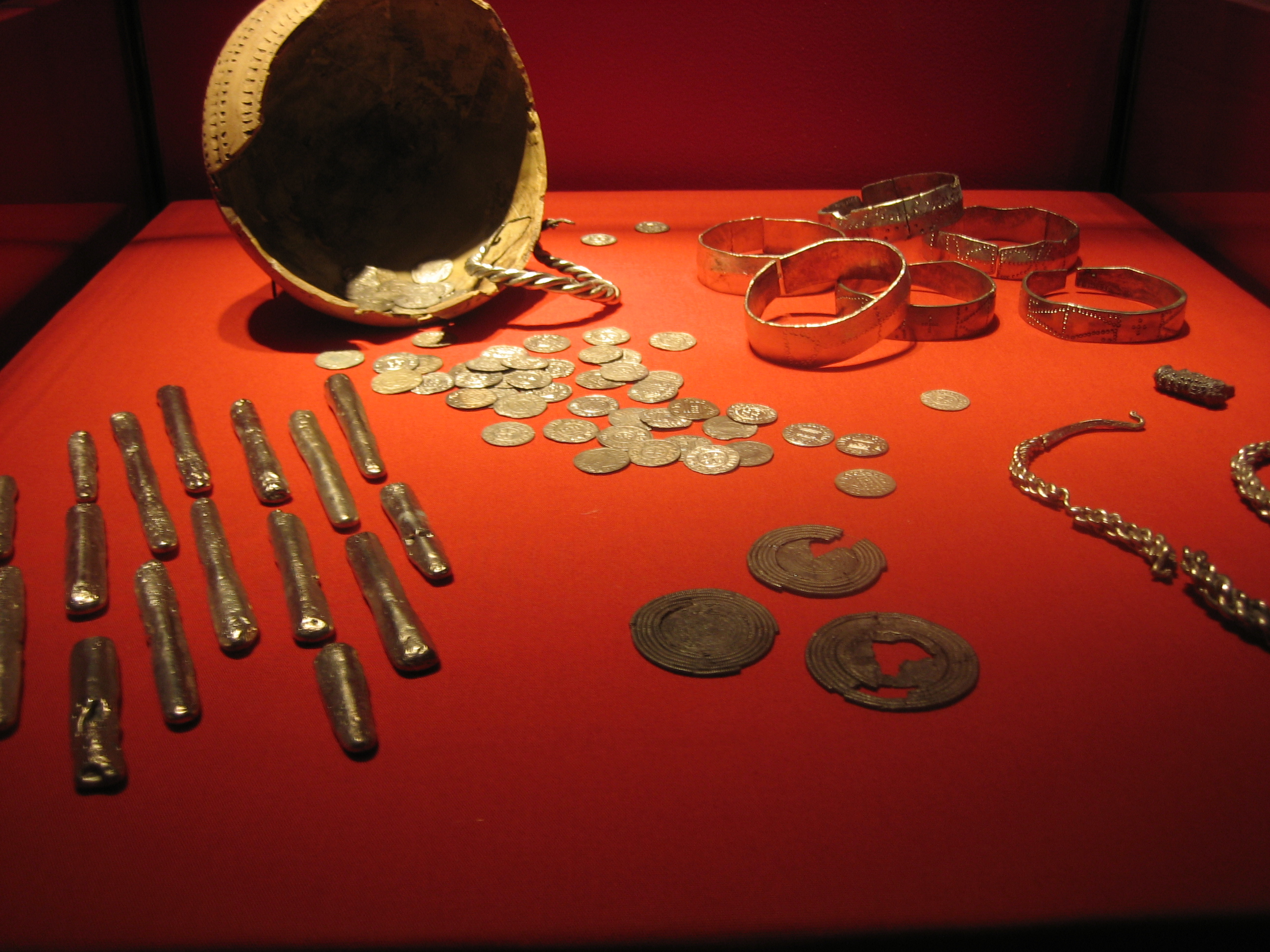
Клад из Вестерклифа

Сохранившиеся памятники включают в себя ратушу XVIII века и церковь XVII века с купелью с XV века. Кроме того, в Хогвауде ранее были трамвайная станция в 1910 году, а также средневековый замок Хёйс Хогвауд. Недалеко от деревни находится польдерная мельница «Четыре Ветра», а на западной окраине деревни — ветряная мельница «De Lastdrager».
В 1966 году к северу от Хогвауда в Вестерклифе был найден клад, состоящий из серебряных украшений, монет и слитков. В 2019 году близ Хогвауда было найдено серебряное кольцо диаметром 25 мм и весом 8 грамм, которое было сделано оно путём переплетения двух кусков серебряной проволоки.